# Barossa Valley
Barossa Valley er ét af de mange områder i South Australia, der har gjort sig kendt verden over på grund af sin vinproduktion. Det er herfra, at nogle af de største frugtbomber – i vinsprog – bliver skabt. Den ofte lange og konstante varme i druernes sidste fase inden høsten giver masser af sukker til druerne, og derved får man vine med stor alkoholprocent, masser af smag og god fylde.
Området blev primært beboet af tyske emigranter/vinbønder tilbage i midten af 1800-tallet. Dette ses stadig tydeligt af den lutherske kirkes dominans i området.
34°32′00″S 138°57′00″Ø / 34.533333333333°S 138.95°Ø